# Kad zaspu anđeli
Kad zaspu anđeli, znany także jako Ostani (pol. Kiedy zasypiają anioły) – singiel chorwackiego piosenkarza Gorana Karana napisany przezć enko Runjicia i Nenada Ninčevicia oraz wydany na drugiej płycie studyjnej zatytułowanej Vagabundo z 2000 roku.
W 2000 roku utwór reprezentował Chorwację w 45. Konkursie Piosenki Eurowizji dzięki wygraniu w lutym finału krajowych eliminacji eurowizyjnych Dora 2000 po zdobyciu największego poparcia jurorów. 13 maja Karan zaprezentował numer jako siedemnasty w kolejności w finale widowiska i zajął ostatecznie 9. miejsce z 70 punktami na koncie.
Oprócz chorwackojęzycznej wersji singla, Karan nagrał piosenkę w języku angielskim – „Stay with Me”.
Powstała również polska wersja tej piosenki zatytułowana „Pokochaj mnie”, która została nagrana przez mało znanego polskiego Jacka Silskiego około 2010 roku. 

## Lista utworów
CD single
1. „Kad zaspu anđeli” (Croatian Version) – 3:05
2. „Stay with Me” (English Version) – 3:05